# جريج بيرنت
جريج بيرنت (بالإنجليزية: Gregg Burnett)‏ هو لاعب كرة قدم بريطاني، ولد في 24 مايو 1987 في Bangour Village Hospital ‏ في المملكة المتحدة. لعب مع دندي يونايتد.

## وصلات خارجية
- جريج بيرنت على موقع قاعدة بيانات كرة القدم.إي يو (الإنجليزية)
- جريج بيرنت على موقع Soccerbase.com (لاعب) (الإنجليزية)